# 영동 나들목
영동 나들목(Yeongdong IC)은 충청북도 영동군 용산면 구촌리에 설치된 경부고속도로의 26번 교차로이다. 나들목 진출입로는 용산면 상용리와 접하고 있다. 이름이 '영동'이라 영동읍내에 있다고 생각할 수 있으나, 영동읍내와는 14km 정도로 꽤 거리가 있으며, 국도 제19호선을 통해 갈 수 있다.

## 연혁
- 1970년 7월 7일 : 경부고속도로 대전 ~ 대구 구간 개통에 따라 영업 개시[1]
- 2001년 9월 28일 : 경부고속도로 영동 ~ 김천 구간 왕복 6차로 확장 공사로 나들목 이설을 위해 충청북도 영동군 용산면 구촌리에 용산도시계획시설 교통광장으로 영동 나들목을 고시[2]

## 구조물 정보
1970년 고속도로 개통 당시에는 Y자형 형태였으나 2006년 경부고속도로 확장 개통과 함께 지금과 같은 트럼펫형으로 변경되었다.
- 위치: 충청북도 영동군 용산면 구촌리
- 영업소: 충청북도 영동군 용산면 용산로 456-93
- 한국도로공사 영동지사: 충청북도 영동군 용산면 용산로 456-15

## 접속하는 도로
- 국도 제19호선 (남부로)
- 지방도 제514호선 (용산로)

## 교통량 정보
| 요금소        | 통행량 (대/일) | 통행량 (대/일) | 통행량 (대/일) | 통행량 (대/일) | 통행량 (대/일) | 통행량 (대/일) | 통행량 (대/일) | 통행량 (대/일) | 통행량 (대/일) | 통행량 (대/일) | 각주  |
| 요금소        | 2001년         | 2002년         | 2003년         | 2004년         | 2005년         | 2006년         | 2007년         | 2008년         | 2009년         | 2010년         | 각주  |
| ------------- | -------------- | -------------- | -------------- | -------------- | -------------- | -------------- | -------------- | -------------- | -------------- | -------------- | ----- |
| 영동 (폐쇄식) | 2,252          | 2,518          | 2,719          | 2,511          | 2,299          | 2,269          | 2,254          | 1,814          | 1,879          | 1,957          | [ 3 ] |
| 요금소        | 2011년         | 2012년         | 2013년         | 2014년         | 2015년         | 2016년         | 2017년         | 2018년         | 2019년         |                | [ 3 ] |
| 영동 (폐쇄식) | 1,936          | 1,834          | 1,885          | 1,908          | 2,028          | 2,119          | 2,007          | 1,926          | 2,010          |                | [ 3 ] |